# José Quintana

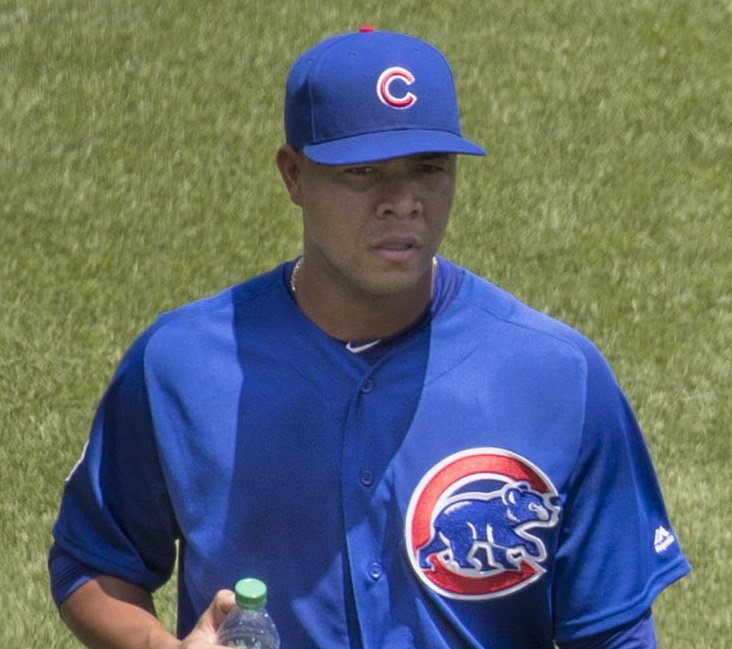
Quintana con los Cachorros de Chicago.

José Guillermo Quintana (Arjona, Bolívar; 24 de enero de 1989) es un beisbolista colombiano de posición Lanzador que pertenece a la organización de los Milwaukee Brewers

## Carrera en la MLB

### Mets de Nueva York (ligas menores)
José Quintana firmó como agente libre internacional con la New York Mets a los 17 años de edad, y comenzó su carrera profesional en el nivel Novato en la Liga de Verano de Venezuela (VSL), lanzando por los VSL Mets en 2006 con registro de victorias y derrotas  0-1. No jugó en 2007 debido a que fue suspendido por violar los términos de béisbol de ligas menores.

### Yankees de Nueva York (ligas menores)
Quintana firmó con los New York Yankees a los 19 años de edad, lanzando en las temporadas 2008 y 2009 en la Liga de Verano Dominicana (nivel novato) con la DSL Yankees 2 acumulando en ambas temporadas un registro de victorias y derrotas de 5-3, en 2010 lanzó en la Liga de la Costa del Golfo (nivel novato) para los Yankees y para Charleston River Dogs de Clase A en la Liga del Atlántico Sur con registro de victorias y derrotas de 3-2. 
En 2011 Quintana, tuvo un registro de victorias y derrotas de 10-2 y 2.91 en promedio de carreras limpias (ERA), con 88 ponches de 102 para el Tampa Yankees de Clase A-Advanced en la Liga Estatal de Florida.

### Medias Blancas de Chicago
El 9 de noviembre de 2011 firmó para Chicago White Sox lanzando en la Doble-A en la Southern League con el Birmingham Barons siendo abridor en los 9 juegos que disputó registrando 1 victoria y 3 derrotas con un porcentaje de carreras limpias de 2.95 (ERA), ese mismo año teniendo cumplidos los 23 años de edad debutó en las Grandes Ligas de Béisbol disputando un total de 25 juegos, siendo abridor en 22 de ellos y cerrador en 2 ocasiones, con un registro de victorias y derrotas de 6-6 y un promedio de carreras limpias de 3.76 (ERA) y 81 ponches. Acumula ya un total de 6 años en mayores. Logró ser elegido el décimo mejor lanzador de la Liga Americana en 2016 además fue convocado al Juego de estrellas.

### Cachorros de Chicago
El 13 de julio de 2017 fue intercambiado por Chicago White Sox a Chicago Cubs por Dylan Cease, Bryant Flete, Eloy Jiménez y Matt Rose disputando en su primera temporada 14 juegos con un resultado de 7 victorias y 3 derrotas (.700), 98 ponches y un ERA de 3.74. 
El 22 de abril de 2018 alcanzó los 1000 ponches (Strikeout) en temporadas regular durante su carrera en grandes ligas en juego que ganó ante el venezolano Germán Márquez de Colorado Rockies obteniendo además su juego ganado número 59 y el número 2 en la temporada en 4 juegos.
En 2019 empató su marca de victorias en una temporada con trece, tras haberlo conseguido en 2016 y 2018.
Por la pandemia del COVID-19 la temporada 2020 fue recortada a 60 juegos, sumado a una cortada en el pulgar de la mano izquierda, no pudo iniciar la temporada, solo hasta el 22 de agosto pudo actuar, en total estuvo solamente en cuatro juegos.

### Angelinos de Los Ángeles
Como agente libre José Quintana firma para la temporada 2021 y $8 Millones de dólares con la novena californiana.
El 30 de agosto de ese mismo año es reclamado vía waivers por los San Francisco Giants.

### Gigantes de San Francisco
El 31 de agosto Quintana fue activado, hizo su debut ese mismo día ingresando desde el bullpen frente a Milwaukee Brewers.
Quintana se declara agente libre tras ser puesto en asignación por los Gigantes.

### Piratas de Pittsburgh
La organización de Pittsburgh adquirió los servicios de Quintana en un contrato por un año. El ocho de agosto los Cardenales adquieren a Quintana por los prospectos Johan Oviedo y Malcolm Nuñez.
Quintana deja un record de tres victorias y cinco derrotas con efectividad de 3.50 en carreras limpias permitidas.

### Cardenales de San Luis
Quintana debuta el cuatro de agosto enfrentando a los Cachorros, se va sin decisión en el juego luego de lanzar seis entradas, permitir un hit, una carrera y ponchar a siete.

### Mets de Nueva York
El 7 de diciembre de 2022 firmó un contrato de 2 años y $26 millones de dólares con la novena de Queens.
Después de pasar la primera parte de la temporada en la lista de lesionados, Quintana hizo su debut con el equipo neoyorquino  el 20 de julio ante los Medias Blancas.
Quintana queda como agente libre después de terminada la temporada del 2024.

## Números usados en las Grandes Ligas
- 62 Chicago White Sox (2012-2017)
- 62 Chicago Cubs (2017-2019)
- 62 Los Angeles Angels (2021)
- 63 San Francisco Giants (2021)
- 62 Pittsburgh Pirates (2022)
- 63 St. Louis Cardinals (2022)
- 62 New York Mets (2023)

## Logros
- Juego de las estrellas: (1 participación) 2016
- Mejor lanzador: Décimo puesto 2016 (Liga Americana)
- Liga Colombiana de Béisbol Profesional: Campeón 2007-08 (Caimanes)
- Novato del año: Liga Colombiana de Béisbol Profesional 2007-08 (Caimanes)

## Estadísticas de pitcheo y bateo en Grandes Ligas
En diez años ha jugado para un dos equipos de Liga Americana y la Liga Nacional

### Pitcheo
| Año   | Equipo               | Liga | Juegos | W   | L   | W-L  | ERA  | CG | K    |
| ----- | -------------------- | ---- | ------ | --- | --- | ---- | ---- | -- | ---- |
| 2012  | Chicago White Sox    | AL   | 25     | 6   | 6   | .500 | 3.76 | 0  | 81   |
| 2013  | Chicago White Sox    | AL   | 33     | 9   | 7   | .563 | 3.51 | 0  | 164  |
| 2014  | Chicago White Sox    | AL   | 32     | 9   | 11  | .450 | 3.32 | 0  | 178  |
| 2015  | Chicago White Sox    | AL   | 32     | 9   | 10  | .474 | 3.36 | 1  | 177  |
| 2016  | Chicago White Sox    | AL   | 32     | 13  | 12  | .520 | 3.20 | 0  | 181  |
| 2017  | Chicago White Sox    | AL   | 18     | 4   | 8   | .333 | 4.42 | 1  | 109  |
| 2017  | Chicago Cubs         | NL   | 14     | 7   | 3   | .700 | 3.74 | 0  | 98   |
| 2018  | Chicago Cubs         | NL   | 32     | 13  | 11  | .542 | 4.03 | 0  | 158  |
| 2019  | Chicago Cubs         | NL   | 32     | 13  | 9   | .591 | 4.68 | 0  | 152  |
| 2020  | Chicago Cubs         | NL   | 4      | 0   | 0   |      | 4.50 | 0  | 12   |
| 2021  | Los Angeles Angels   | AL   | 24     | 0   | 3   | .000 | 6.75 | 0  | 73   |
| 2021  | San Francisco Giants | NL   | 5      | 0   | 0   |      | 4.66 | 0  | 12   |
| 2022  | Pittsburgh Pirates   | NL   | 20     | 3   | 5   | .375 | 3.50 | 0  | 89   |
| 2022  | St. Louis Cardinals  | NL   | 12     | 3   | 2   | .600 | 2.01 | 0  | 48   |
| 2023  | New York Mets        | NL   | 13     | 3   | 6   | .333 | 3.57 | 0  | 60   |
| 2024  | New York Mets        | NL   | 31     | 10  | 10  | .500 | 3.75 | 0  | 135  |
| TOTAL |                      |      | 359    | 102 | 103 | .498 | 3.74 | 2  | 1727 |

### Bateo
| Año   | Equipo               | Liga | Juegos | VB  | C | Hits | HR | CI | BA    |
| ----- | -------------------- | ---- | ------ | --- | - | ---- | -- | -- | ----- |
| 2012  | Chicago White Sox    | AL   | 2      | 3   | 0 | 0    | 0  | 0  | .000  |
| 2013  | Chicago White Sox    | AL   | 1      | 2   | 0 | 0    | 0  | 0  | .000  |
| 2014  | Chicago White Sox    | AL   | 4      | 9   | 0 | 0    | 0  | 0  | .000  |
| 2015  | Chicago White Sox    | AL   | 4      | 8   | 0 | 0    | 0  | 0  | .000  |
| 2016  | Chicago White Sox    | AL   | 1      | 2   | 0 | 0    | 0  | 0  | .000  |
| 2017  | Chicago White Sox    | AL   | 2      | 3   | 0 | 0    | 0  | 1  | .000  |
| 2017  | Chicago Cubs         | NL   | 13     | 22  | 2 | 2    | 0  | 3  | .091  |
| 2018  | Chicago Cubs         | NL   | 30     | 52  | 0 | 4    | 0  | 0  | .077  |
| 2019  | Chicago Cubs         | NL   | 31     | 54  | 2 | 5    | 0  | 3  | .093  |
| 2021  | Los Angeles Angels   | AL   | 2      | 0   | 0 | 0    | 0  | 0  |       |
| 2021  | San Francisco Giants | NL   | 1      | 1   | 0 | 1    | 0  | 0  | 1.000 |
| TOTAL |                      |      | 91     | 156 | 4 | 12   | 0  | 7  | .077  |

## Estadísticas en Clásico Mundial
Estas son las estadísticas de pitcheo en el Clásico Mundial.
| Año   | Equipo   | Fase    | Entradas | W | L | W-L | ERA  | SV | K |
| ----- | -------- | ------- | -------- | - | - | --- | ---- | -- | - |
| 2017  | Colombia | Clásico | 5.2      | 0 | 0 |     | 1.59 | 0  | 4 |
| TOTAL |          |         | 5.2      | 0 | 0 |     | 1.59 | 0  | 4 |

## Ligas Invernales
Equipos en los que actuó por las diferentes Ligas Invernales.
| Equipo                   | Liga                                                   | País                               | Temporada |
| ------------------------ | ------------------------------------------------------ | ---------------------------------- | --------- |
| Caimanes de Barranquilla | Liga Profesional de Béisbol Colombiano                 | Bandera de Colombia                | 2006-07   |
| Caimanes de Barranquilla | Liga Profesional de Béisbol Colombiano                 | Bandera de Colombia                | 2007-08   |
| Caimanes de Barranquilla | Liga Profesional de Béisbol Colombiano                 | Bandera de Colombia                | 2008-09   |
| Caimanes de Barranquilla | Liga Profesional de Béisbol Colombiano                 | Bandera de Colombia                | 2009-10   |
| Caimanes de Barranquilla | Liga Profesional de Béisbol Colombiano                 | Bandera de Colombia                | 2011-12   |
| Águilas Cibaeñas         | Liga de Béisbol Profesional de la República Dominicana | Bandera de la República Dominicana | 2021-22   |

## Estadísticas en Colombia
Estas son las estadísticas de pitcheo en la Liga Colombiana de Béisbol Profesional.
| Año     | Equipo                   | W | L | W-L   | K   |
| ------- | ------------------------ | - | - | ----- | --- |
| 2006-07 | Caimanes de Barranquilla | 0 | 1 | 0.000 | 2   |
| 2007-08 | Caimanes de Barranquilla | 2 | 1 | 0.667 | 36  |
| 2008-09 | Caimanes de Barranquilla | 2 | 1 | 0.667 | 45  |
| 2009-10 | Caimanes de Barranquilla | 2 | 1 | 0.667 | 15  |
| 2011-12 | Caimanes de Barranquilla | 1 | 2 | 0.333 | 11  |
| TOTAL   |                          | 7 | 6 | 0.538 | 109 |

## Logros
- Liga Colombiana de Béisbol Profesional:
  - Campeón: 2007-08, 2008-09 y 2009-10 con Caimanes de Barranquilla
  - Subampéon: 2006-07 con Caimanes de Barranquilla